# 연화 (당)
연화(延和, 712년 5월 ~ 8월)는 당나라(唐) 예종(睿宗) 이단(李旦)이 복위 후에 개원한 세번째 연호이자 마지막 연호이다. 약 3개월 동안 사용하였다. 예종이 현종(玄宗)에게 양위한 후, 현종이 선천으로 개원할 때까지 사용하였다.

## 개원
- 태극(太極) 원년 5월 13일[1](712년 6월 21일)에 연호를 연화(延和)로 개원함.[2][3][4][5][6]

- 연화(延和) 원년 8월 7일[7](712년 9월 12일)에 연호를 선천(先天)으로 개원함.[2][3][4][5]

## 연대 대조표
| 연화       | 원년       |
| 서기(西紀) | 712년      |
| 간지(干支) | 임자(壬子) |

## 동시대 연호

### 일본
- 와도(和銅) (708년 ~ 715년)

## 같이 보기
- 다른 왕조의 같은 연호
  - 북위(北魏) 연화(延和, 432년 ~ 435년)
  - 고창국(高昌國) 연화(延和, 602년 ~ 613년)

- 중국의 연호 목록